# Hans Lion
Hans Shimon Israel Lion (ur. 11 maja 1904 w Wiedniu, zm. 8 sierpnia 1969 w Hillingdon) – austriacki szermierz, trzykrotny medalista mistrzostw świata.
Podczas mistrzostw świata w Wiedniu w 1931 roku (oficjalnie zawody tego cyklu rozgrywane są pod tą nazwą dopiero od 1937) wywalczył brązowy medal we florecie drużynowym. Dwa lata później, na mistrzostwach świata w Budapeszcie w 1933 roku, Austriacy w składzie: Ernst Baylon, Richard Brünner, Kurt Ettinger, Josef Losert i Hans Lion zdobyli srebrny medal. W tej samej konkurencji wywalczył też kolejny brązowy medal na mistrzostwach świata w Paryżu w 1937 roku.
Na igrzyskach olimpijskich w Amsterdamie w 1928 roku dotarł do półfinałów floretu indywidualnego, a w turnieju drużynowym odpadł w ćwierćfinałach. Brał też udział w igrzyskach olimpijskich w Berlinie w 1936 roku, gdzie był czwarty we florecie drużynowym. 